# Dumaria
Dumartia fou un zamindari situat al Bihar.
El fundador fou Jagat Bahadur Shahi, un ric terratinent de Dumaria que tenia tres dones i diverses filles però no tenia cap fill mascle. Un dia un zamindar procedent de Gorakhpur a Uttar Pradesh, es va establir a Navendrapur (a poca distància de Dumaria), amb els seus cinc fills; el més jove d'aquestos, Ranadhwaj Singh, fou adoptat per Jagat Bahadur Shahi quan encara era molt jove i es va legalitzar quan l'adoptat va complir 18 anys el 1921. L'adoptat va agafar el nom de Shattru Mardan Shahi. Va estendre els dominis paterns i va arribar a governar sobre dos mil hectàrees que era una quantitat considerable en aquell temps. Després de la independència va poder ser ministre en cap de Bihar el 1969 però va renunicar en favor de B.P. Mandal.